# Josep Seguer
Josep Seguer Sans (ur. 6 maja 1923 w Parets del Vallès, zm. 1 stycznia 2014 w Vandellòs i l’Hospitalet de l’Infant) – hiszpański piłkarz i trener, czterokrotny reprezentant Hiszpanii. Jako zawodnik reprezentował barwy FC Barcelona i Real Betis, a następnie, już jako trener, prowadził oba te kluby.